# نوبوهيرو كاتو
نوبوهيرو كاتو (باليابانية: 加藤 順大) (11 ديسمبر 1984 في أغيو في اليابان – )؛ هو لاعب كرة قدم ياباني سابق كان يلعب كحارس مرمى.

## وصلات خارجية
- نوبوهيرو كاتو على موقع الاتحاد الدولي (مؤرشف)  (الإنجليزية)
- نوبوهيرو كاتو على موقع رابطة كرة القدم اليابانية للمحترفين (اليابانية)
- نوبوهيرو كاتو على موقع قاعدة بيانات كرة القدم.إي يو (الإنجليزية)
- نوبوهيرو كاتو على موقع Soccerway.com (الإنجليزية)
- نوبوهيرو كاتو على موقع عالم كرة القدم.نت (الإنجليزية)
- نوبوهيرو كاتو على موقع كووورة